# Соловейко рудохвостий
Соловейко рудохвостий або альзакола рудохвоста (Cercotrichas galactotes) — вид горобцеподібних птахів родини мухоловкових (Muscicapidae). Мешкає в Середземномор'ї, Західній Азії і Африці. В Україні — рідкісний залітний вид.

## Опис

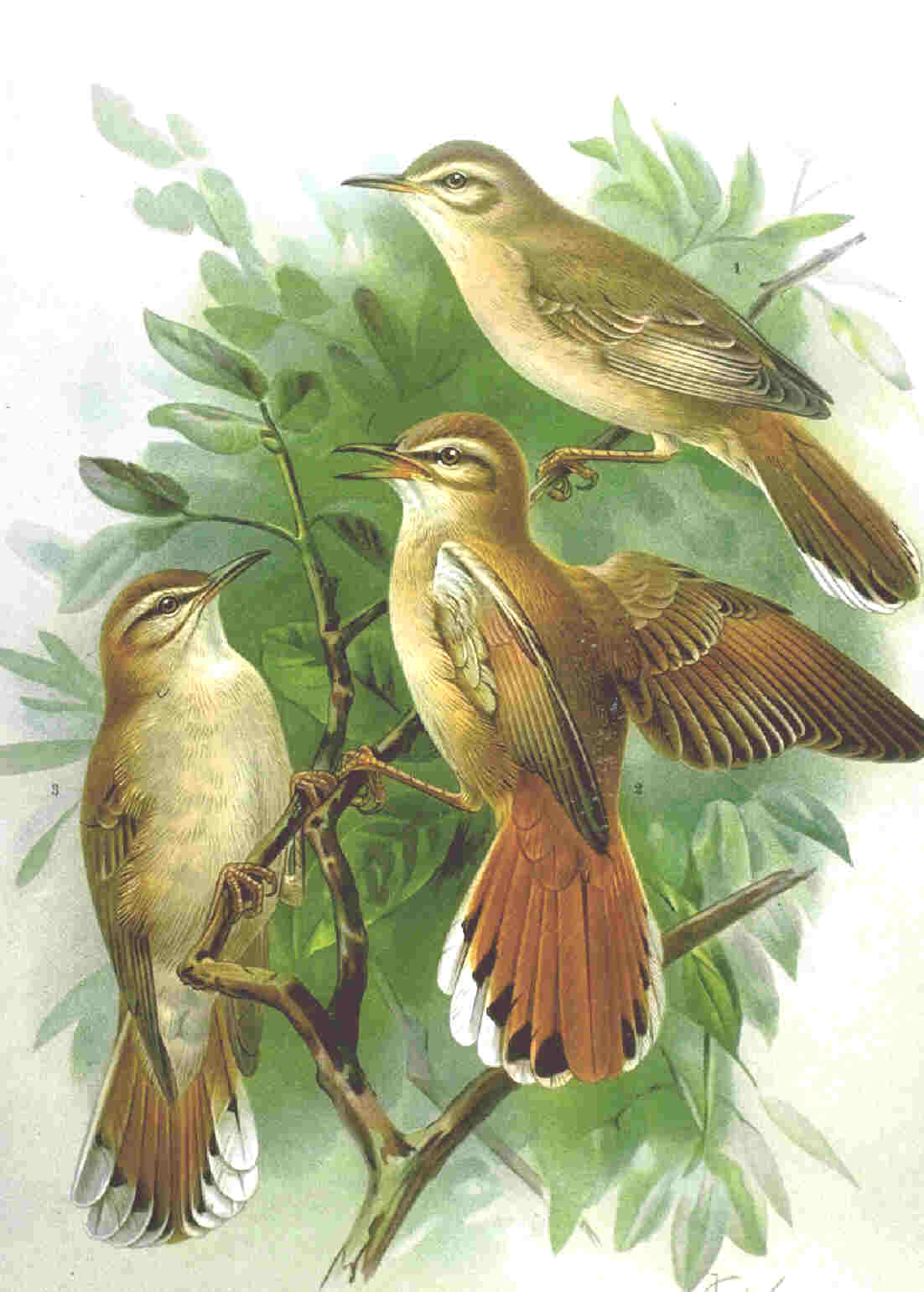
Рудохвості соловейки

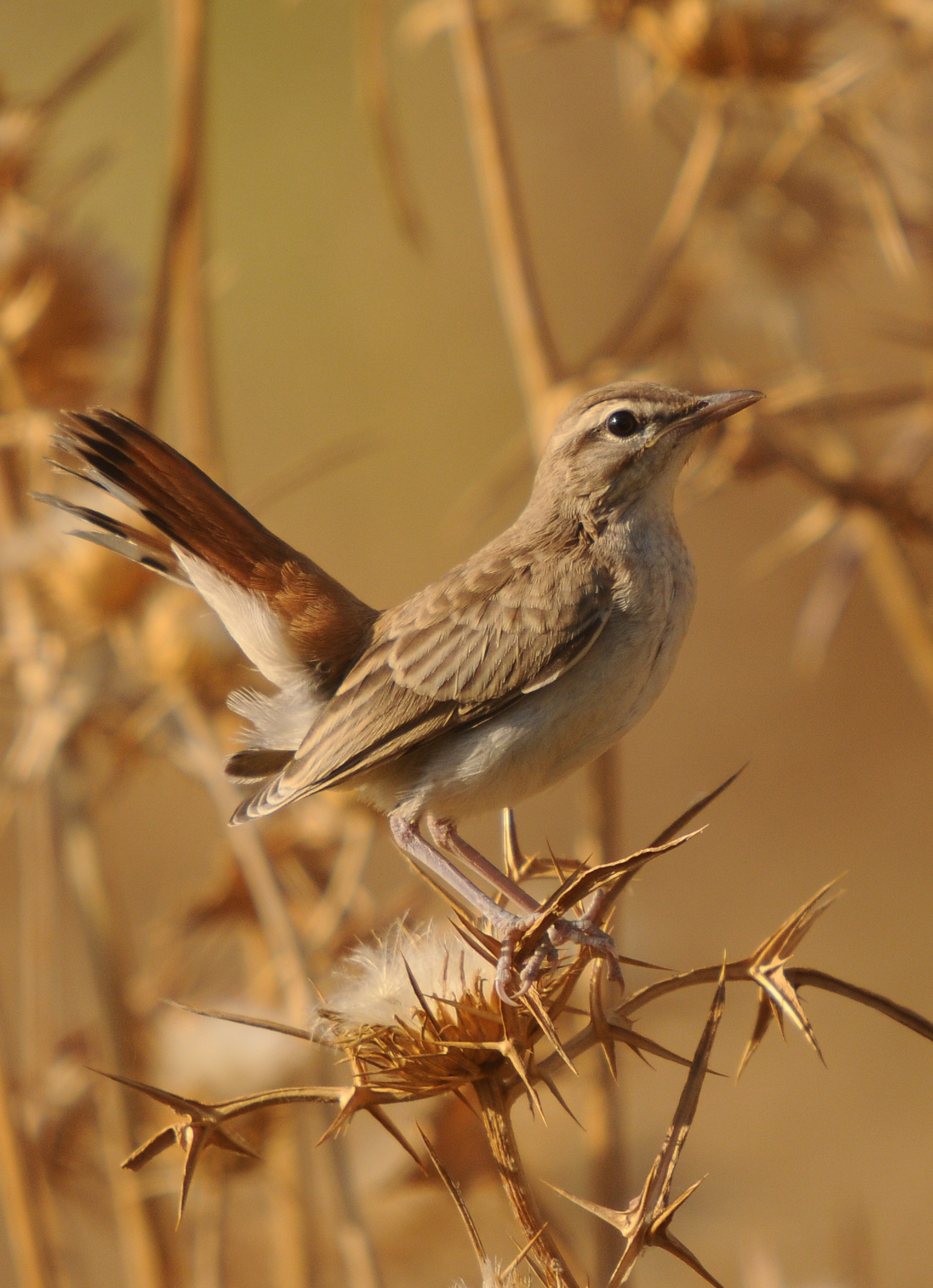
Рудохвостий соловейко

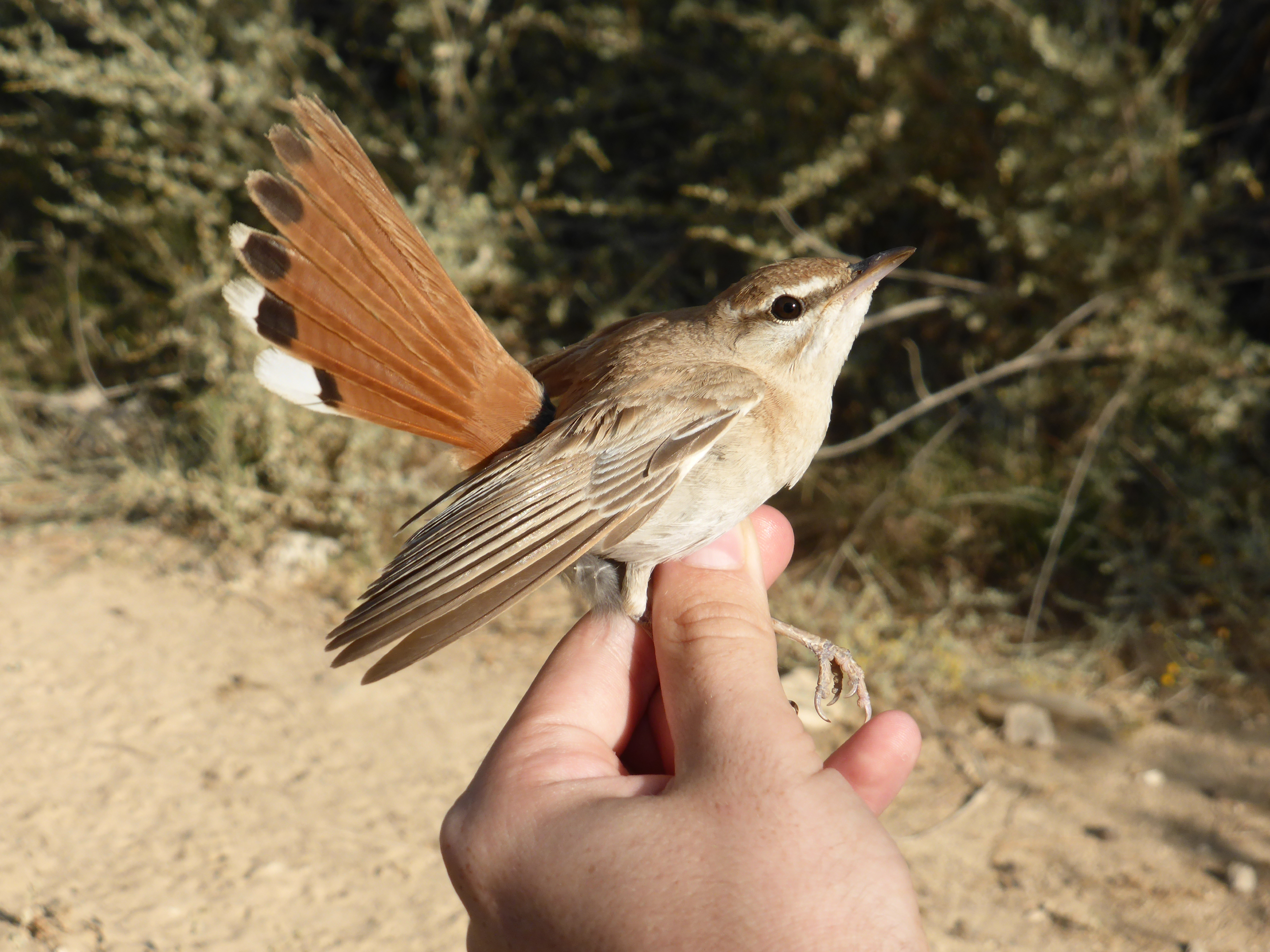
Рудохвостий соловейко

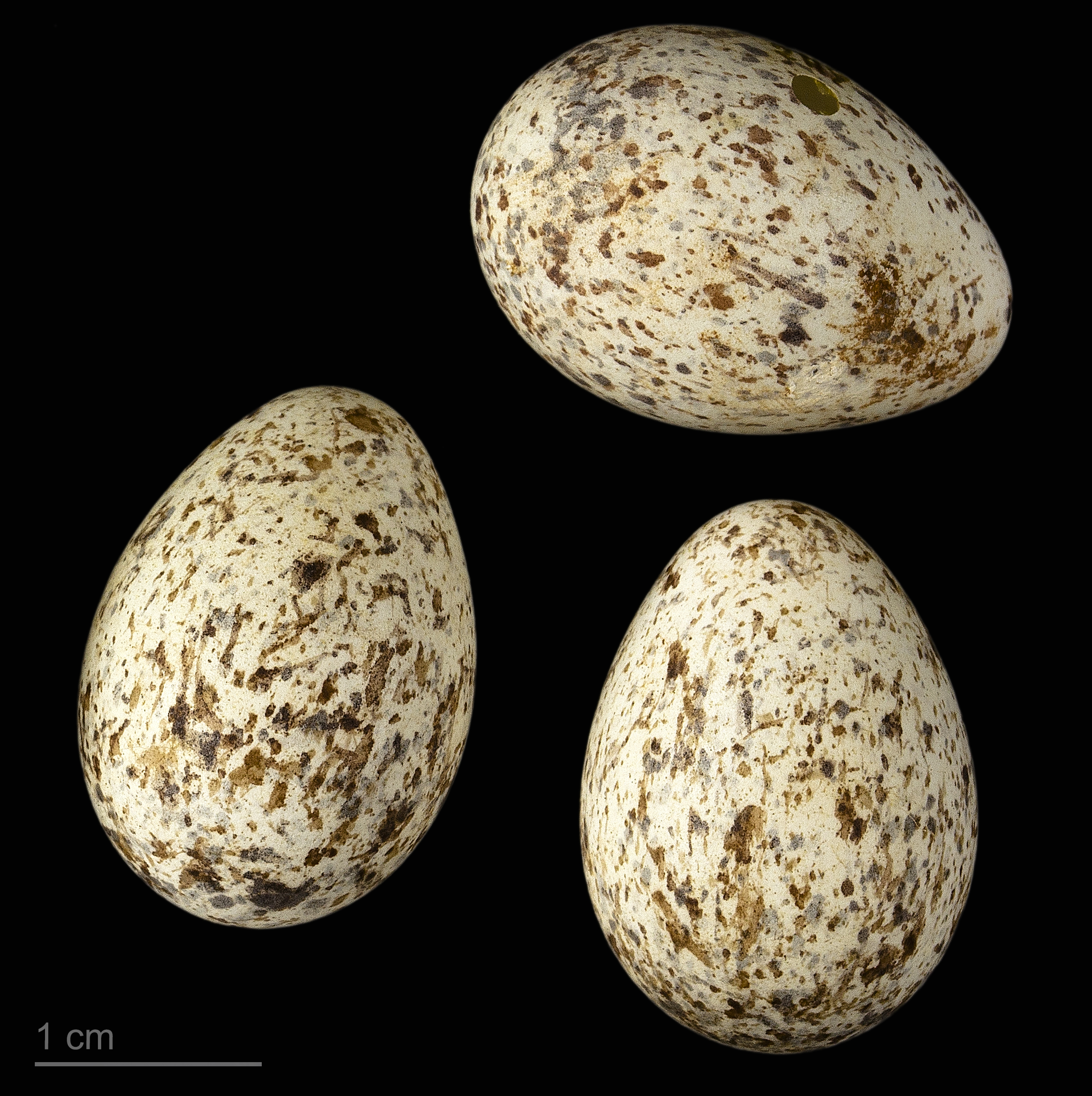
яйце Cercotrichas galactotes - Тулузький музей

Довжина птаха становить 14-16 см, розмах крил 22-27 см, вага 20-28 г. Довжина крила становить 90 мм, дзьоба 17 мм. Виду не притаманний статевий диморфізм. Верхна частина тіла каштанова. надхвістя і верхні покривні пера хвоста мають рудуватий відтінок. Над очима широка кремові "брови", через очі проходять темно-коричневі смуги. Область під очима білуваті. скроні світло-коричнева. Нижня частина тіла світло-охриста, підборіддя, центр живота і нижні покривні пера хвоста дещо світліші. Крила темно-коричневі, пера мають жовтуваті і світло-каштанові края, другорядні махові пера мають білі кінчики. Центральні стернові пера яскраво-руді з вузькими чорними кінчиками, інші стернові пера мають білі кінчики, окаймлені чорними смугами. Очі карі, дзьоб коричневий, знизу біля основи сіруватий. лапи світло-коричневі. Молоді птахи мають світліше, піщано-коричневе забарвлення. Дорослі птахи восени линяють, до того часу білі кінчики стернових пер стираються.

## Підвиди
Виділяють п'ять підвидів:
- C. g. galactotes (Temminck, 1820) — південь Піренейського півострова, Північна Африка, Ізраїль і північний захід Сирії;
- C. g. syriaca (Hemprich & Ehrenberg, 1833) — Балканський півострів, західна і південна Туреччина, західна Сирія, Ліван;
- C. g. familiaris (Hemprich & Ehrenberg, 1833) — південно-східна Туреччина, Південний Кавказ, Ірак, північ і північний схід Аравійського півострова, Іран, західний Пакистан, Центральна Азія;
- C. g. minor (Cabanis, 1851) — від Сенегалу і Гамбії до півночі Сомалі;
- C. g. hamertoni (Ogilvie-Grant, 1906) — схід Сомалі.

## Поширення і екологія
Рудохвості соловейки гніздяться від Середземномор'я на схід до південного Казахстану і західного Пакистану, а також в регіона Сахелю. Взимку вони мігрують на південь до Африки. Представники підвидів C. g. minor і C. g. hamertoni є осілими. Рудохвості соловейки зустрічаються пена висоті до 1000 м над рівнем моря.
Рудохвості соловейки живляться комахами, павуками, червами та іншими безхребетними, яких шукають на землі та серед опалого листя, а також плодами, ягодами і насінням.
В Європі рудохвості соловейки гніздяться в оливкових і мигдалевих гаях, виноградниках, на плантаціях сосен (Pinus) і цитрусових, в парках і садах. Під час перельоту і в місцях зимування вони зустрічаються в подібних середовищах, часто поблизу людських поселень.. В Марокко рудохвості соловейки зустрічаються в густій рослинності (Tamarix, Nerium, Vitex) на берегах річок, регулярно зустрічаються в сухих лісах і рідколіссях (Tetraclinis, Argania, Juniperus, Quercus), на порослих чагарниками (Olea, Pistacia) схилах, в заростях колючих чагарників (Rhus, Acacia), в садах. Південніше вони зустрічаються в оазах, серед пільм та у ваді, в чагарарникових заростях (Launaea, Ziziphus, Nitraria, Limoniastrum). В Африці на південь від Сахари вони живуть в напівпустелях, сухих чагарникових заростях і сухих тропічних лісах, в заростях Alhagi, Artemisia, Berberis і Acacia, в лісистій савані, в садах і виноградниках, на полях і плантаціях. В Середній Азії рудохвості соловейки живуть в долинах річок, в чагарникових і очеретяних заростях, в солончаках та в степу, в ялівцевих гаях. В Пакистані вони гніздяться серед трави Saccharum і Tamarix та в колючих чагарникових заростях.
В Європі і в Казахстані рудохвості соловейки гніздяться з середини травня по червень, у Вірменії з травня по серпень, в Ізраїлі з квітня по серпень, в Пакистані і Африці переважно з травня по червень. Гніздо чашоподібне, відносно пласке, збролене з сухих стебел трави, корінців, гілочок, кори і листя, встелене тонкими волокнами. шерстю і пір'ям. Воно розміщується і густих чагарникових заростях, часто колючих, серед очерету, на невисоких деревах (зокрема на Olea europaea і Pinus halepensis). В кладці від 3 до 6 яєць. Інкубаційний період триває 13 днів, насиджує лише самиця. Пташенята покидають гніздо через 9-12 днів після вилуплення. Рудохвості соловейки іноді стають жертвами гніздового паразитизму звичайних зозуль. Самці, які рано прилітають до місць гніздування мають більший репродуктивний успіх, ніж самці, що прилітають пізніше, однак вони з більшою ймовірністю стають жертвами паразитизму зозуль.